# Орден Золотого льва Нассау
Орден Золотого льва дома Нассау — рыцарский орден, разделённый на две правящие линии династии Нассау, в Люксембурге и Нидерландах.
В качестве люксембургской линии является высшим орденом государства, вручаемым Великим Герцогом Люксембурга иностранным монархам, принцам королевских династий, главам государств за заслуги перед Люксембургом и Великим Герцогом.
В голландской линии является династической наградой королевского дома Оранских-Нассау и вручается как личное поощрение короля Нидерландов. В данном случае награждаются лица, оказавшие особые услуги королевскому дому.

## История

### 1858—1892
Орден был основан 31 марта 1858 года королём Нидерландов и Великим герцогом Люксембурга Вильгельмом III. Орден был разделён между обеими ветвями дома Нассау, в соответствии с заключённым соглашением между Вильгельмом и великим герцогом Нассау Адольфом (будущим Великим герцогом Люксембургским).
Первоначально орден имел только одну степень, но в 1873 году Вильгельм III расширил орден до четырёх степеней:
- Большой крест
- Гранд-офицер
- Офицер
- Кавалер

В 1882 году была добавлена степень командора

### 1892 — настоящее время
Ни одно из изменений, внесённых в статут ордена Вильгельмом III, не было одобрено Адольфом, с которым орден считался общим. Адольф отказался присуждать любую из новых степеней.
Когда Вильгельм умер, не оставив наследника мужского пола, в соответствии с салическим нормами престолонаследия Великим герцогом Люксембурга стал Адольф. Новый герцог упразднил степени, что добавил Вильгельм в одностороннем порядке. По сей день орден вручается только в одной степени рыцаря. В 1905 году Адольф согласился с королевой Нидерландов Вильгельминой ещё раз разделить орден между двумя правящими ветвями дома Нассау.
В настоящее время король Нидерландов Виллем-Александр и Великий герцог Люксембурга Анри совместные Великие магистры ордена Золотого льва дома Нассау.
Орденом Золотого льва дома Нассау награждают крайне редко.

## Инсигнии
Инсигнии ордена состоят из знака на чрезплечной ленте и звезды.
Знак ордена представляет собой золотой мальтийский крест белой эмали с золотой монограммой «Н» между лучами креста. В центральном медальоне синей эмали с золотыми гонтами изображение золотого льва дома Нассау. Реверс медальона синей эмали с золотым девизом «Je maintiendrai» (Я выстою).
Звезда ордена серебряная восьмиконечная с прямыми лучами с центральным медальоном знака ордена и с окантовкой белой эмали с девизом ордена золотыми буквами.
Лента ордена муаровая жёлто-оранжевая с узкими синими полосками по краю.

## Положение
«Почётные отличия Великого Герцогства Люксембург»:
Орден Золотого льва дома Нассау могут быть возложены на монархов и принцев суверенных династий, а также на глав государств, за особые заслуги перед Великим герцогом и государством. Вручение знаков осуществляет Великий герцог или его специально назначенный официальный представитель. Награждение производится с согласия короля Нидерландов.

### Принцы и принцессы из дома Нассау
Принцы — сыновья и братья глав двух линий дома Нассау — рождаются рыцарями ордена.
В 1984 году королева Беатрикс и Великий герцог Жан заключили соглашение, что принцессы (дочери глав дома Нассау) получают орден на совершеннолетие.